# 고중덕
고중덕(高重德, 1923년 2월 18일 ~ 2014년 7월 4일 )은 일제강점기의 조선귀족이다. 본관은 제주이다. 본적은 서울특별시 서대문구 합동이며, 고흥겸의 장남이다.

## 생애
1939년 9월 자신의 아버지인 고흥겸이 받았던 백작 작위를 승계받았으며, 게이오 대학에 재학 중이던 1943년 12월 8일 일본군 학도병으로 자원 입대했다. 광복 이후인 1949년 8월 반민족행위특별조사위원회로부터 불구속 송치되기도 하였으며, 1972년 12월 통일주체국민회의 충청남도 예산군 고덕면 대의원 선거에서 무투표로 당선되었다.
민족문제연구소의 친일인명사전 수록자 명단의 수작/습작 부문, 친일반민족행위진상규명위원회가 발표한 친일반민족행위 705인 명단에 포함되었다.

## 참고자료
- 친일반민족행위진상규명위원회 (2009). 〈고중덕〉. 《친일반민족행위진상규명 보고서 Ⅳ-1》. 서울. 401~404쪽.